# ベルセルク
ベルセルク（ノルウェー語: berserk）とは、北欧神話・伝承に登場する、異能の戦士たちである。古ノルド語やアイスランド語ではベルセルクル (berserkr)、英語ではバーサーカー (berserker) と言い、日本語ではしばしば狂戦士と訳される。
バーサーカーは、漫画・アニメ・ゲーム・小説などでも頻繁に登場するキャラクターである。圧倒的に強大な力を持つと同時に、コントロール不能な怪物のような存在として描かれることが多い。

## 語源
語源は2説ある。
- 古ノルド語で熊 (ber) の毛で作った上着 (serkr) を着た者[1]
- 古ノルド語で鎧の類を着ない者。

## 神話での描写
軍神オーディンの神通力をうけた戦士で、危急の際には自分自身が熊や狼といった野獣になりきって忘我状態となり、鬼神の如く戦うが、その後虚脱状態になるという。この忘我状態のベルセルクは動く物ならたとえ肉親にも襲い掛かったので、戦闘ではベルセルクと他の兵士は出来るだけ離して配備し、王達もベルセルクを護衛にはしなかったという。
ウールヴヘジンと常に並び称され、また同一の存在であるとも言う。ただ単に勇敢な戦士に対する称号であるとする場合もある。

## 歴史

### 起源
一部の研究者は、ハンティングマジックで北方戦士の伝統を由来とするとしている。それらは、3種の動物宗教、熊・いのしし・狼で見られるようになった。
トラヤヌスの記念柱には、西暦101–106年のトラヤヌスによるダキア征服を描いたScene 36レリーフに動物の皮を身にまとった戦士が見られる。その後、西暦872年に書かれたノルウェースカルド詩Þorbjörn Hornklofi にハーラル1世と共に戦ったと記載されるまで歴史上書かれることはなかった。

### 中世以降

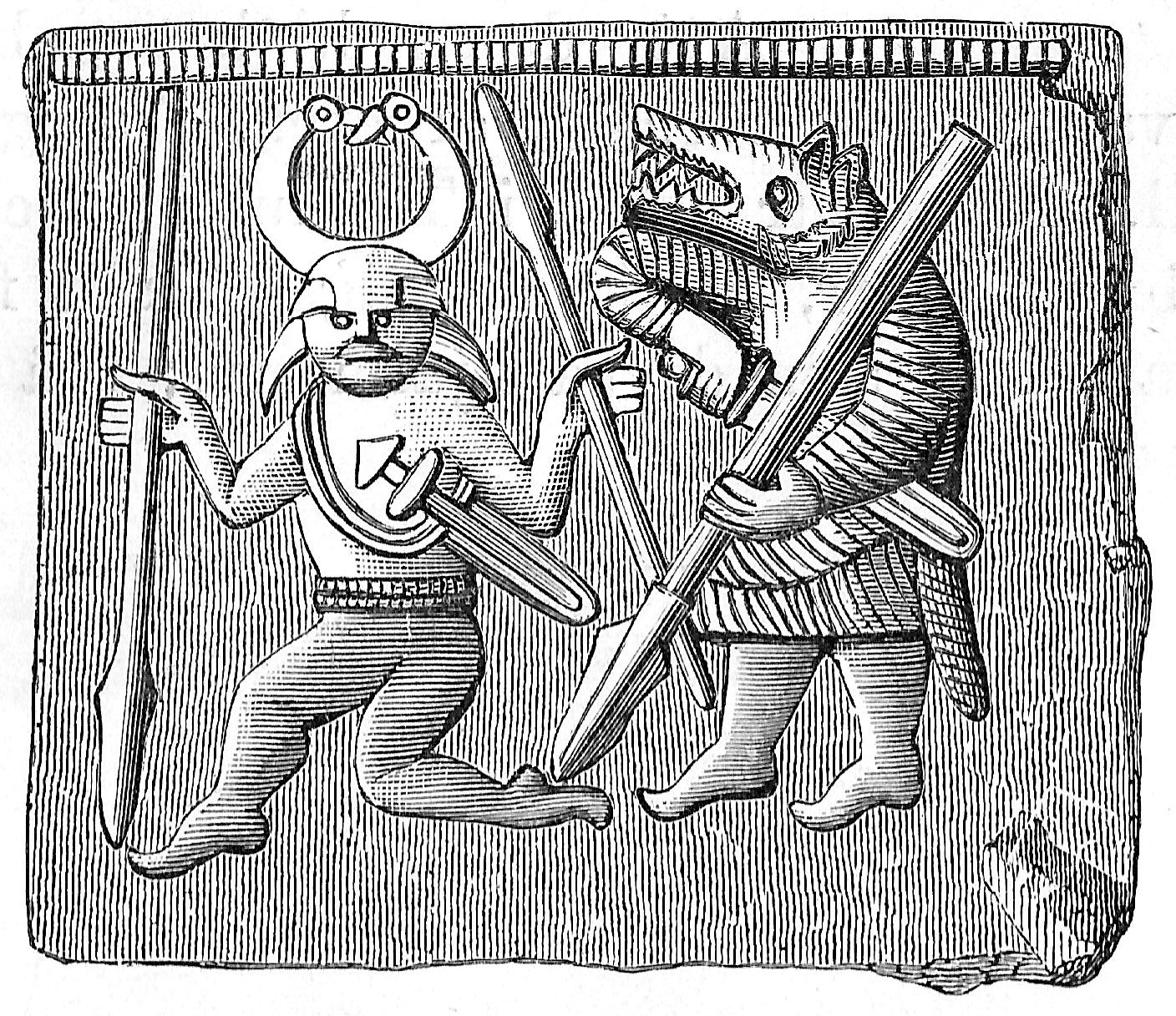
古代ゲルマン、トルスルンダの「狼となったベルセルク」

13世紀の史家スノッリ・ストゥルルソンは、「美髪王ハーラル1世の親衛隊の一部はベルセルクであり、武器をもってしてもこれを傷つけられない」と述べている。
後に、この伝承がイギリスに伝わって英語の go berserk （我を忘れて怒り狂う）という表現の語源となった。
また後の北欧語ではベルセルクという言葉は、しばしば単なる無法者、乱暴者の意味で使われる。これは、北欧では豪族や農民が武器をとって戦うことが多く、人殺しのみを生業とする職業軍人が、異常者として蔑視されていたためである。
11、12世紀以降、北欧が完全にキリスト教化されると、異教の価値観の産物であるベルセルクは異端者や犯罪者とされ消えていった。
特に降霊術で戦う神官戦士と言う位置付けは、悪魔憑きとして忌避されたようである。

## 科学
ベルセルクの狂乱は、berserkergang (Berserk Fit/Frenzy or The Berserk movement) と呼ばれていた。その状態は以下のように記述されている。
 
This fury, which was called berserkergang, occurred not only in the heat of battle, but also during laborious work. Men who were thus seized performed things which otherwise seemed impossible for human power. This condition is said to have begun with shivering, chattering of the teeth, and chill in the body, and then the face swelled and changed its colour. With this was connected a great hot-headedness, which at last gave over into a great rage, under which they howled as wild animals, bit the edge of their shields, and cut down everything they met without discriminating between friend or foe. When this condition ceased, a great dulling of the mind and feebleness followed, which could last for one or several days.
薬物
一部の学者は、ベルセルクの状態は精神高揚させる毒キノコであるベニテングタケや大量の酒などの薬物によって引き起こされたと指摘している。この精神高揚される毒物については議論されてこなかったが、1977年のデンマーク、フュアカトにおけるバイキングの墓で向精神作用を持つ植物ヒヨスが発掘され、ベニテングタケの効果より記録された症状に近い毒性からヒヨスを使用したという示唆がなされた。その他の原因として、自己誘発性ヒステリー、てんかん、精神疾患、または遺伝病が言及されている 。
儀式
盾を噛み、動物のように咆哮などを行う effektnummer と呼ばれる儀式で自己誘発的なヒステリーを起こさせたと示唆されている 。